# Pauline Jaricot
Pauline Marie Jaricot, castellanizado Paulina María Jaricot (Lyon, 22 de julio de 1799-Lyon, 9 de enero de 1862) fue una laica francesa, fundadora de la Sociedad de la Propagación de la Fe y la Asociación del Rosario Viviente. Venerada como beata por la Iglesia católica
También es conocida por su devoción a santa Filomena, la cual fue sanada y después de su curación la santa se hizo popular más que todo en Italia, también por su cercanía a san Juan María Vianney.

## Biografía
Jaricot nació el 22 de julio de 1799, la menor de siete hijos de Antoine y Jeanne Jaricot en Lyon, Francia. Su padre era dueño de una fábrica de seda en Lyon, Francia. Su hermano, Philéas, era misionero en Quangnam. A los quince años fue introducida en la vida social de la ciudad. Posteriormente, un sermón sobre la vanidad le causó una profunda impresión.
A la edad de diecisiete años, después de una grave caída y la muerte de su madre, Jaricot comenzó a llevar una vida de intensa oración, y el día de Navidad de 1816, hizo un voto de perpetua virginidad. Ella estableció una unión de oración entre las criadas piadosas, cuyos miembros eran conocidos como "Réparatrices du Sacré-Coeur de Jésus-Christ.
Como miembro de una asociación fundada por los Padres de las Misiones Extranjeras de París, Jaricot fue una pionera de la cooperación misionera organizada. Con las empleadas en la fábrica de seda dirigida por su hermana y su cuñado, decidió ayudar a las misiones con oraciones y una pequeña contribución semanal de un centavo por semana de cada persona involucrada. La semilla creció y otros grupos se unieron para ayudar a todas las misiones. Esto condujo a la fundación de la Sociedad para la Propagación de la Fe en 1822, dedicada a ayudar a los esfuerzos misioneros en todo el mundo. El 3 de mayo de 1922, el Papa Pío XI declaró a la Sociedad para la Propagación de la Fe "Pontificia"

## Asociación del Rosario Viviente

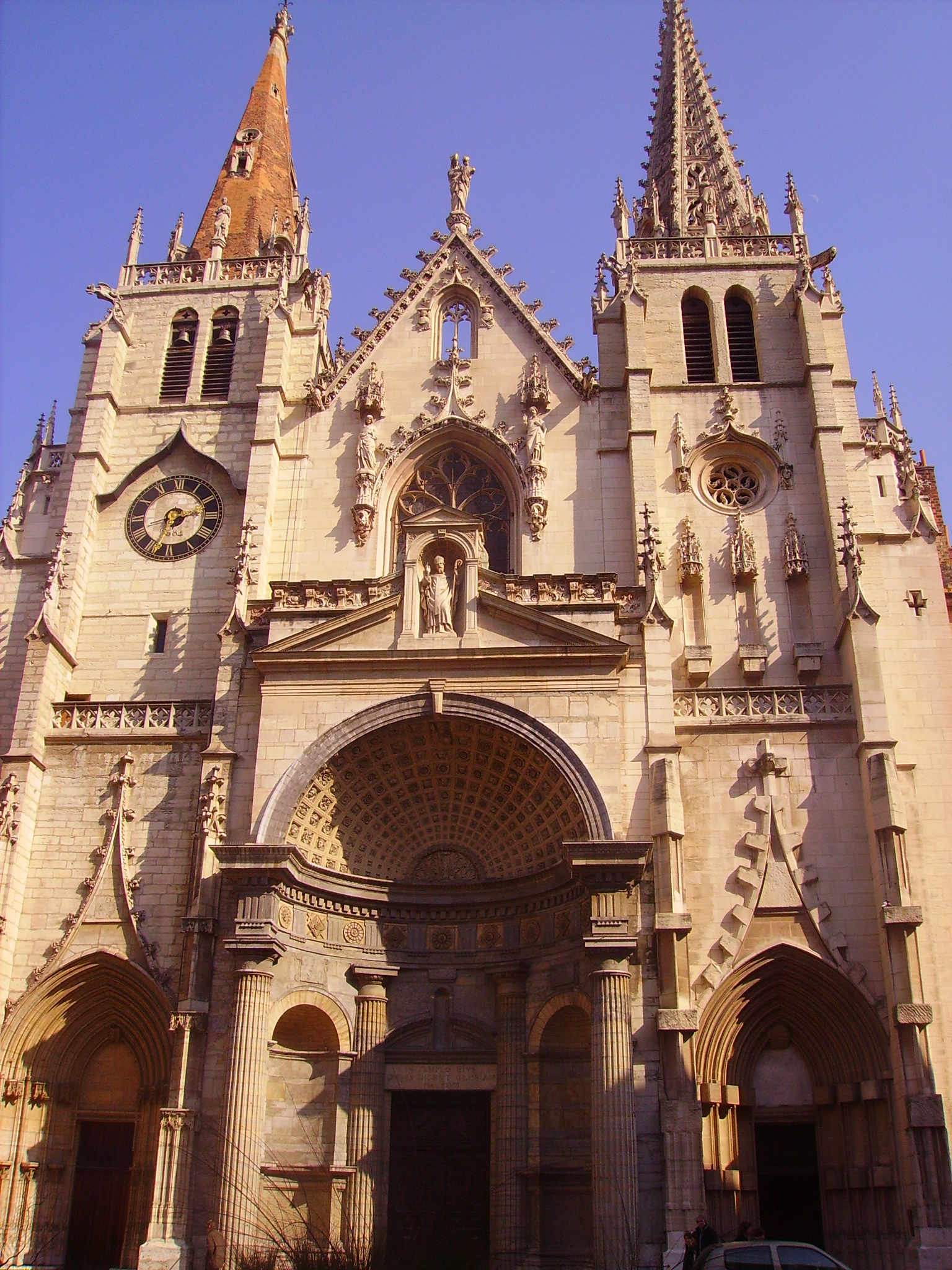
St. Nizier, Lyon

En 1826 Jaricot fundó la Asociación del Rosario Viviente. Las quince décadas del rosario se dividieron entre quince asociados, cada uno de los cuales tuvo que recitar diariamente solo una década determinada. Ella amplió el trabajo de la organización para incluir la distribución de folletos de oración, imágenes sagradas, medallas y rosarios. La Asociación creció rápidamente en Francia y se extendió a otros países durante su vida y años después. En 1832, el papa Gregorio XVI otorgó el estatus canónico a la Asociación del Rosario Viviente.
A mediados del siglo XX, sin embargo, el número de miembros había disminuido notablemente, especialmente en los Estados Unidos. La organización fue revivida gracias a los esfuerzos de Patti y Richard Melvin de Dickinson, Texas y otros 28 devotos que renovaron la práctica de organizar a 15 personas para rezar cada una de las 15 Décadas del Rosario.[cita requerida]
Para el 2014, la membresía de la Asociación cuenta con casi 16 millones de personas de todas las edades, con un número considerable en países del Tercer Mundo. La organización mantiene un sitio web en internet en philomena.org , escrito por Patti Dickinson, quien es la directora universal del Rosario Viviente. El promotor del apostolado Brian J. Costello, de New Roads, Luisiana, creó una página de Facebook, "Universal Living Rosary Association

## Su devoción a Santa Filomena
En medio de los incontables milagros de Santa Filomena, que es imposible relatar en esta biografía, uno de ellos vale la pena ser narrado por la importancia que tendrá en el futuro. Se trata de Paulina Jaricot, fundadora de la Obra Pontificia de la Propagación de la Fe.
De pequeña, Paulina se relaciona de muy buena gana con este ambiente burgués.
Luciendo vestidos de moda, de baile en baile, nada parece indicar lo que sería su vida.
“Me decían que era guapa, y había que estar muerta para permanecer insensible a los halagos y zalamerías de los jóvenes que me rodeaban”, escribe Paulina.
A los 17 años, asiste al primer domingo de Cuaresma, vistiendo una elegante túnica de tafetán azul claro, almidonado, ricamente bordado en blanco, un sombrero de paja de Italia, adornado con rosas y llevando sus cabellos completamente rizados.
Escuchando las palabras del sacerdote, que predica sobre las “ilusiones de la vanidad”, Paulina se reconoce en la imagen que dibuja el predicador.
De inmediato rompe con sus hábitos de lujo y riqueza.
Una voz le dice con fuerza que no debe ser religiosa; se mantiene laica, pero muy comprometida con la iglesia y los pobres.
Con una sencillez admirable, inicia en 1818, la colecta de la “chaucha semanal” pidiéndole a los obreros de Lyon que donaran un centavo a la semana para las misiones, que daría a la iglesia la base económica de las misiones del siglo XIX, llegando a ser la fundadora de la Asociación por la Propagación de la Fe.
Una enfermedad la obligó a suspender sus actividades y aprovechó para escribir el tratado: “El Infinito Amor de la Divina Eucaristía”.
Concibió también la idea del Rosario Viviente, que reunió rápidamente doscientos mil miembros.
En 1832, se enfermó de gravedad, tanto es así, que la creyeron a las puertas de la muerte.
Es en estas circunstancias que algunos hermanos de la Orden de San Juan de Dios, recorriendo el país para recolectar donaciones en beneficio de los incurables, enfermos mentales y epilépticos pobres, llaman a la puerta de los Jaricot, que eran conocidos por su generosidad.
Al informarse de la grave enfermedad de la hija menor de esta familia, los hermanos invitan a los padres a confiar y pedir su sanación a Santa Filomena, que obra tantas maravillas.
Al oír eso, Paulina comenzó enseguida una novena a Santa Filomena… y su salud mejoró inmediatamente. Ya podía sentarse, dar algunos pasos, escribir…
Pero, poco después, tuvo una recaída, y los doctores advirtieron a los padres, que podría morir en cualquier momento.
El último deseo de la enferma era ir con su familia a Mugnano, donde se veneraban las reliquias de la Santa.
A través de ella, conoció el Santo Cura el poder de la Santa. La Señorita Jaricot, le ofreció parte de una preciosa reliquia de Santa Filomena que ella había obtenido del relicario de Mugnano y el Cura de Ars la recibió como una valiosísima joya. Inmediatamente se puso a trabajar para erigir una capilla en Ars donde colocó estas reliquias, que muy pronto dieron lugar a innumerables curaciones, conversiones y milagros.

## Veneración
Desde 1935 los restos mortales de Jaricot se encuentran en la Iglesia de Saint-Nizier en Lyon.
El 25 de febrero de 1963, el Papa Juan XXIII declaró "venerable" a Jaricot.
En una homilía el 9 de enero de 2013, al final de las celebraciones conmemorativas del 150 aniversario de la muerte de Jaricot, el cardenal Fernando Filoni, prefecto de la Congregación para la Evangelización de los Pueblos, declaró: "Las virtudes heroicas de Jaricot no consisten en una serie de eventos milagrosos, pero en esa fructífera fidelidad a Cristo, a quien se dedicó tanto en los buenos tiempos como en ... los ... momentos difíciles ... "
El 26 de mayo de 2020, el papa Francisco autorizó a la Congregación para las Causas de los Santos a promulgar un decreto que reconoce un milagro atribuido a la intercesión de Jaricot. Su beatificación se realizó el 22 de mayo de 2022 en Lyon presidido por el cardenal Luis Antonio Tagle, prefecto de la Congregación para la Evangelización de los pueblos.